# DnaA

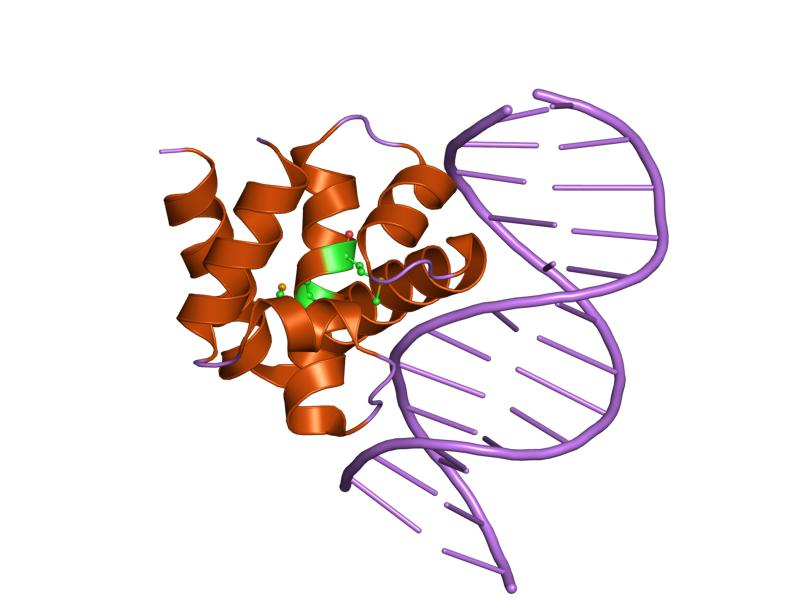
DNA-vazebná doména (C-terminální doména IV) proteinu DnaA

DnaA je protein, který se u E. coli (a dalších bakterií) váže na ori oblast (replikační počátek) jejich bakteriálního chromozomu. Tato vazba je zásadní pro spuštění replikace bakteriální DNA, protože DnaA způsobuje místní denaturaci DNA, což je nezbytné pro správnou funkci DNA polymerázy. Tomu dále pomáhá helikáza DnaB, jenž se váže na DnaA a rozplétá dvoušroubovici DNA.
DnaA je u E. coli protein o velikosti 52 kDa, přičemž na replikační počátek se zřejmě váže až 30 takových proteinů. DnaA přitom zřejmě rozeznávají tzv. DnaA-box, který má konsenzuální sekvenci 5′-TT(A\T)TNCACA. Pro správnou vazbu DnaA proteinů se spotřebovává energie z hydrolýzy ATP.
U jaderných organismů (zejména na modelovém organismu S. cerevisiae) se vyskytuje funkčně příbuzný komplex, označovaný jako ORC (origin-recognition complex).